# 180 Garumna
Garumna /ɡəˈrʌmnə/ (định danh hành tinh vi hình: 180 Garumna) là một tiểu hành tinh kiểu quang phổ S, ở vành đai chính.
Ngày 29 tháng 1 năm 1878, nhà thiên văn học người Pháp Henri J. A. Perrotin phát hiện tiểu hành tinh Garumna khi ông thực hiện quan sát tại Đài quan sát Toulouse và đặt tên nó theo tên sông Garonne ở Pháp, bằng tiếng Latinh cổ.